# Akio Yoshida
Akio Yoshida (født 3. december 1986) er en japansk fodboldspiller, som spiller for den japanske fodboldklub YSCC Yokohama.